# Found Someone
«Found Someone» (en español «Encontré a Alguien») es el segundo sencillo de la cantautora noruega Marion Raven perteneciente a su tercer álbum de estudio titulado  Nevermore, el sencillo fue lanzado oficialmente el 6 de diciembre de 2010 en iTunes Store de Noruega, posteriormente fue presentado en vivo en el capítulo final de The X Factor en Noruega el 11 de diciembre donde Raven actuaba como juez y mentora. El sencillo tuvo muy buena recepción en la radio Noruega llegando al número 4 en las listas de popularidad y logrando mantenerse por varias semanas, a diferencia del sencillo anterior «Flesh and Bone» que fue duramente criticado. Found Someone fue grabado dos veces, una en Los Ángeles en una versión de piano solo y la segunda vez en Noruega, pero esta vez se le añadieron diferentes sonidos como el de violines. La segunda versión fue la que salió a la venta como sencillo para Noruega y la primera no está disponible ya que sería incluida en el álbum Nevermore que no fue lanzado.

## Video musical
El sencillo no contó con un video musical oficial para ser promocionado, pero el video de la presentación en vivo de Raven en la final de The X Factor Norway se hizo bastante popular en aquel país, y en varias partes del mundo a través de Youtube ayudando al sencillo a colocarse en los charts en Noruega.

## Versiones
- Sencillo iTunes Noruega

1. Found Someone (Single Mix) 3:30

- Versión del Álbum

1. Found Someone (Álbum Versión) 3:29

- Versión en vivo

1. Found Someone (Live at X-Factor) 3:41

En 2013 la cantautora noruega Lene Marlin hizo una versión acústica adaptada al noruego como parte del día de Marion Ravn en el tv show Hver Gang Vi møtes en el cual raven participó, la versión fue titulada Har Dæ Litt, cabe resaltar que Marion se conmovió hasta las lágrimas por la interpretación de Marlin.

Hver Gang Vi Møtes - Sesong 2 - Marion Ravns Dag - EP
1. Har Dæ Litt - (3:03)